# Rote Armee (Ungarn)
Die Ungarische Rote Armee war von März bis August 1919 der offizielle Name für die Streitkräfte der Ungarischen Räterepublik.

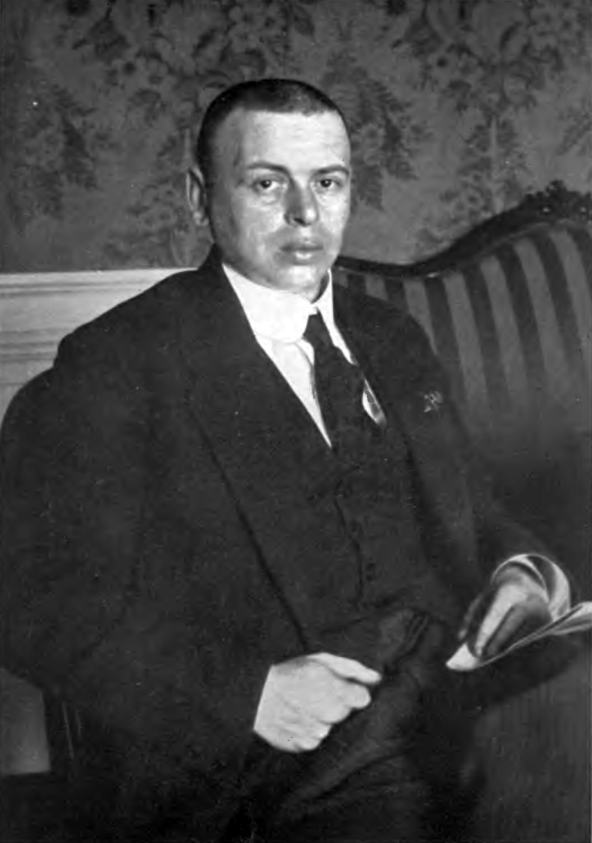
Béla Kun, 1923

## Geschichte
Die Rote Armee wurde kurz nach dem Machtantritt der Räteregierung in Ungarn im März 1919 gegründet.
Die ungarischen Kommunisten unter ihrem Führer Béla Kun (1886–1938) sahen sich den von den Ententemächten unterstützten umfangreichen Gebietsforderungen der Tschechoslowakei, Rumäniens und des SHS-Staates gegenüber. Von Patriotismus getrieben, traten viele Weltkriegsveteranen in die Armee der Räterepublik ein, um die „Invasoren“ zurückzuschlagen und erlangten kurzfristig auch militärische Erfolge. Unter Oberst Aurél Stromfeld (1878–1927) gelang es der Roten Armee, nach Erfolgen über tschechoslowakische Truppen am 16. Juni 1919 die Slowakische Räterepublik als Marionettenstaat zu gründen. Die erfolgreiche ungarische Nordoffensive hatte in der ersten Junihälfte 1919 diplomatische Noten der Ententemächte an die ungarische Räteregierung zur Folge, in denen die sofortige Einstellung der Kampfhandlungen und der Rückzug der Roten Armee hinter die auf der Pariser Friedenskonferenz festgelegte Demarkationslinie gefordert wurden. 
Als die Räteregierung ohne entsprechende Garantien den Rückzug aus eroberten Gebieten anordnete, trat Aurél Stromfeld aus Protest gegen diese Entscheidung am 1. Juli 1919 als Generalstabschef zurück. Die Rote Armee unterlag letztlich im Kampf gegen Rumänische Truppen. Im August 1919 besetzte Rumänien die ungarische Hauptstadt Budapest, was den Untergang der Räterepublik zur Folge hatte. Nach dem Abzug der Rumänen 1920 übernahm Reichsverweser Miklós Horthy und dessen Königlich Ungarische Armee die Macht in Ungarn.